# معهد لاو-أنجيفين

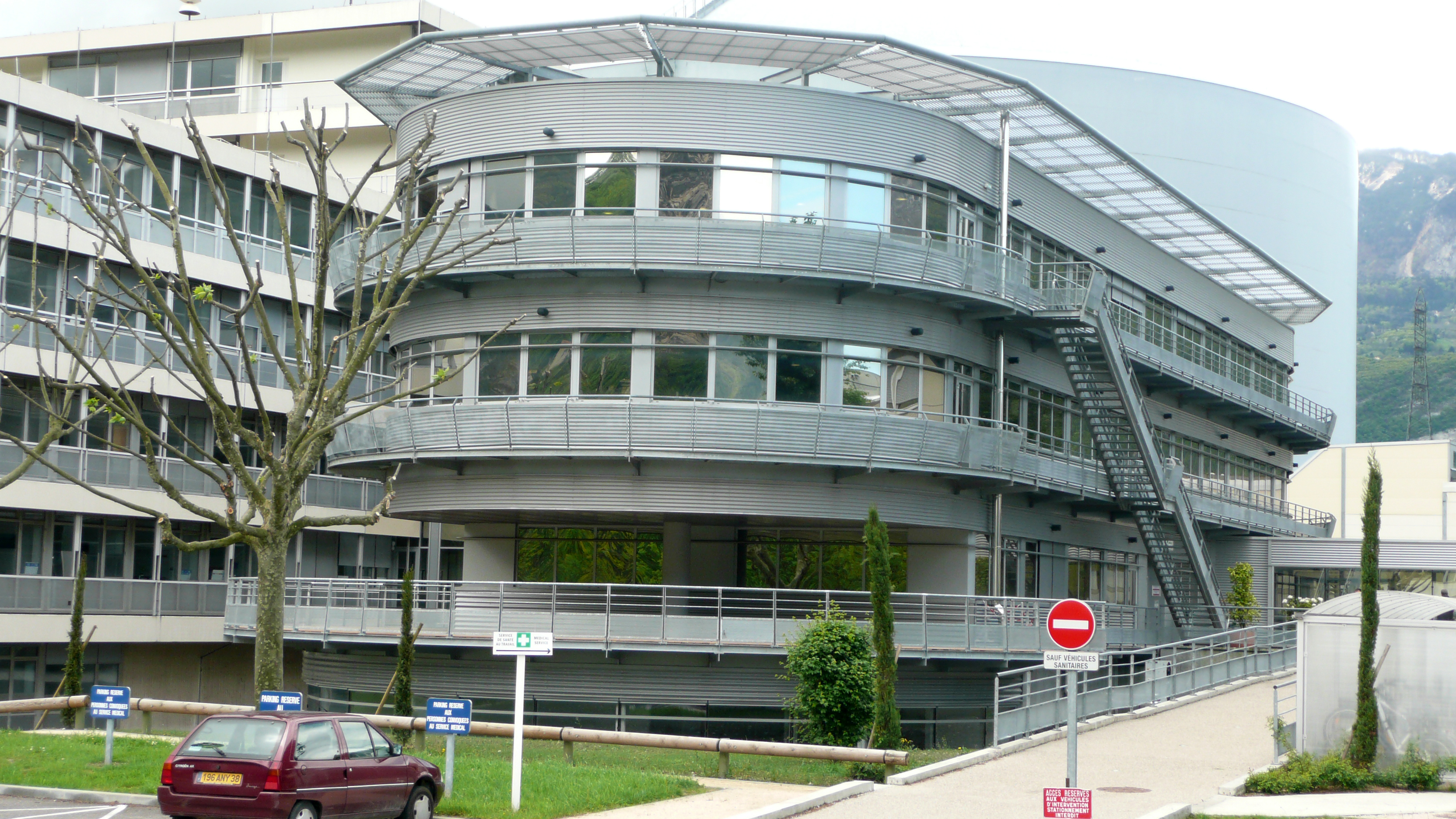

معهد لاو-أنجيفين هو منشأة علمية ممولة دوليًا يقع في غرونوبل بفرنسا. وهو واحد من أهم المراكز العالمية للأبحاث باستخدام النيوترونات. تأسس في عام 1967 تكريما للعالم الفيزيائي ماكس فون لاو والعالم الفيزيائي بول لانجفين ، يوفر المعهد واحدة من أكثر مصادر النيوترونات كثافة في العالم وأكبر تدفق نيوتروني متواصل في العالم في منطقة وسيط: 1.5 × 1015 نيوترون في الثانية لكل سنتيمتر مربع مع طاقة حرارية تبلغ 58.3 ميجاوات.
توفر مرافق الانتثار النيوترونية بالمعهد أداة تحليلية لا غنى عنها لتحليل بنية التوصيلات الجديدة والمواد المغناطيسية للأجهزة الإلكترونية المستقبلية وقياس الإجهادات في المواد الميكانيكية والتحقيقات في كيفية تعامل التجميعات الجزيئية المعقدة لا سيما في بيئة بيولوجية.

## التاريخ
تم تأسيس المعهد من قبل فرنسا وألمانيا وأصبحت المملكة المتحدة الشريك الرئيسي الثالث في عام 1973 وتوفر هذه الدول الشريكة عبر مجالس الأبحاث الجزء الأكبر من تمويل المعهد. الآن أصبح المعهد يمثل أكثر من عشر دول شريكة بالتمويل حيث يمكن لعلماء المؤسسات في الدول الأعضاء التقدم بطلب لاستخدام مرافق المعهد وقد تدعو علماء من دول أخرى للمشاركة حيث يتم تخصيص الوقت التجريبي من قبل المجلس العلمي الذي يشمل مستخدمي المعهد. يتم دفع تكاليف استخدام المرافق وتكاليف السفر للباحثين من قبل المعهد. أما بخصوص الاستخدام التجاري فإنه برسوم عاليه حيث لا يخضع لعملية مراجعة المجلس العلمي. يتم الانتهاء من أكثر من 750 تجربة كل عام في مجالات كثيرة بما في ذلك المغناطيسية والموصلية الفائقة وهندسة المواد ودراسة السوائل والمواد الغروية والمواد البيولوجية.
ينتج مفاعل الأبحاث عالي التدفق نيوترونات من خلال الانشطار في عنصر وقود مصمم خصيصًا ومدمج. يبرِّد المشرفون النيوترونات إلى أطوال موجية مفيدة حيث يتم توجيهها بعد ذلك إلى مجموعة من الأدوات وتُستخدم لفحص بنية وسلوك العديد من أشكال المادة بواسطة تشتت النيوترونات المرن وغير المرن ولتحقيق الخصائص الفيزيائية الأساسية للنيوترون.
تم إطلاق برنامج طموح في عام 2000 من خلال تصميم بنية تحتية نيوترونية جديدة وإدخال أدوات وتحديثات جديدة للأدوات. وقد أدت المرحلة الأولى بالفعل إلى تحقيق مكاسب بلغت 17 ضعفًا في الأداء. وقد بدأت المرحلة الثانية في عام 2008 وهي تضم بناء 5 أجهزة جديدة وترقية 4 أجهزة أخرى وتركيب 3 أدلة نيوترونية جديدة.

## المشاركات العلمية
```
يشارك المعهد مع الجامعات الأوربية لعلوم الفوتون والنيوترون وايضا العديد من المؤسسات العلمية الأخرى بما في ذلك مرفق الإشعاع الأوروبي السنكروتروني (ESRF) والمختبر الأوروبي لبيولوجيا الجزيئيات (EMBL) ووحدة التفاعلات الخلية الفيروسية (UVHCI).
[
8
]
```

## الأعضاء
يحكم المعهد من قبل شركائه الأساسيين :
- فرنسا
- ألمانيا
- المملكة المتحدة

بالتعاون مع البلدان الأعضاء في المجال العلمي (المذكورة أدناه حسب الترتيب الزمني للانضمام):
إسبانيا ، سويسرا ، النمسا ، إيطاليا ، جمهورية التشيك ، السويد ، المجر ، بلجيكا ، سلوفاكيا ، بولندا ، الهند والدنمارك.

## البحوث
في صيف عام 2016 تم استخدام تقنية التصوير الإشعاعي النيوتروني حيث تظهر منشآت المعهد أن جزيئا يسمى ectoine يستخدم بواسطة بكتيريا المملوحات بالقرب من حطام سفينة تايتنيك من أجل البقاء على قيد الحياة في الضغط التناضحي الذي يسببه الماء المالح على أغشيته.

## الجوائز والتقديرات
- حصل الفيزيائي دنكن هالداين الذي عمل في المعهد من عام 1977 حتى عام 1981 على جائزة نوبل في الفيزياء عام 2016 مع مايكل كوسترليتز وديفيد ج. ثولس لعملهما في نقل المراحل الطوبولوجية في المادة.

- نجح ردولف موسباور الحاصل على جائزة نوبل في الفيزياء عام 1961 في الحصول على هاينز ماير-ليبنيتز في عام 1972 كمدير للمعهد.